# Stanley Cavell

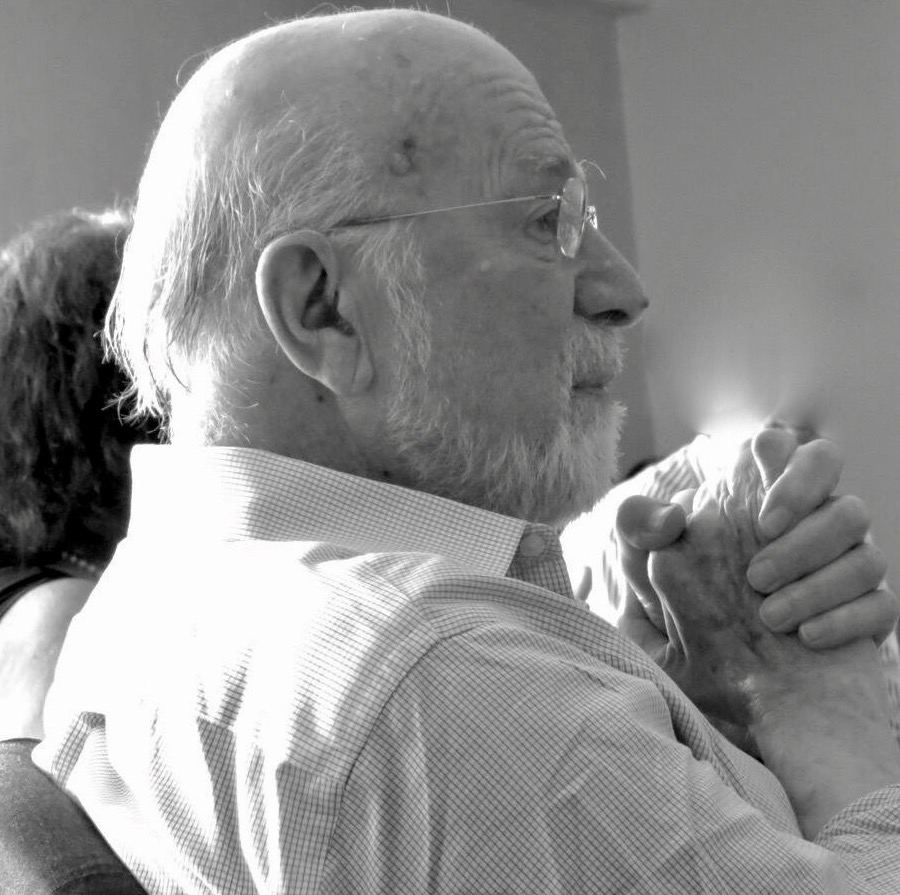
Stanley Cavell, 2015

Stanley Louis Cavell (* 1. September 1926 in Atlanta, Georgia; † 19. Juni 2018 in Boston, Massachusetts) war ein US-amerikanischer Philosoph. Er war Walter-M.-Cabot-Professor für Ästhetik und allgemeine Werttheorie an der Harvard University, zuletzt emeritiert.

## Leben
Als Sohn jüdischer Immigranten geboren, erhielt Cavell zuerst eine musikalische Ausbildung und erhielt 1947 den Bachelor of Arts im Fach Musik von der University of California, Berkeley. Während seiner Studien in Harvard machte er 1954 die Bekanntschaft von J. L. Austin, dessen Konzept der „gewöhnlichen Sprache“ eine Revolution in seinem Denken auslöste, und dessen Schüler und Verteidiger er wurde. Zuletzt lebte Cavell in Brookline, Massachusetts. Zeitweilig war er Vorsitzender der American Philosophical Association. 1978 wurde er in die American Academy of Arts and Sciences gewählt. Seit 2005 war er Mitglied der American Philosophical Society.
Cavell war regelmäßiger Autor in der London Review of Books.
1992 war er MacArthur Fellow.

## Philosophie
Obwohl Cavells Wurzeln eigentlich in der anglo-amerikanischen Analytischen Philosophie liegen, bemühte Cavell häufig das Gespräch mit der europäischen Tradition. Deshalb wird er auch durchaus zur Strömung der Postanalytischen Philosophie gerechnet. Sein Werk Must we mean what we say? avancierte in den letzten Jahren zu einem der wichtigsten Werke der jüngeren Sprachphilosophie.
Neben klassischen Themen der Philosophie hat er sich auch immer wieder zu Bereichen der Literatur und des Films geäußert. So sind die Werke Pursuits of Happiness (1981) und Contesting Tears: The Melodrama of the Unknown Women (1996) philosophische Auseinandersetzungen mit dem klassischen Hollywood-Kino. In Pursuits of Happiness deutet er die Screwball-Komödien der 30er und 40er Jahre als die glückliche Erfahrung unseres alltäglichen Lebens, die auch unsere Lebensführung maßgeblich beeinflussen können. So versuchen die Protagonisten dieser Filme die Grenzen des Alltags auszuloten und ihn damit auch anzuerkennen. Als Zuschauer, der über diese Filme lachen kann, kann man dann auch in die Lage gebracht werden, das eigene „Streben nach Glück“ (Pursuits of Happiness) anzuerkennen und zu verwirklichen. Letztlich, so Cavell, „finden wir unser Glück nicht argumentativ oder über Normen, sondern werden von einem glücklichen Leben […]“. Cavell bringt dies auf den Begriff des „moralischen Perfektionismus“. In Contesting Tears hingegen beschreibt er Melodramen als Sprachkrisen, welche in der Regel weibliche Charaktere in den Filmen durchleiden. Nur wenn sie ihre Stimme in der Gesellschaft finden, können sie sich auch selbst verwirklichen.
Cavell trat mit Arbeiten zu Martin Heidegger und vor allem zum Spätwerk von Ludwig Wittgenstein hervor. Er gilt als einer der exponiertesten Wittgenstein-Exegeten der gegenwärtigen Philosophie. Seine ungewöhnliche Herangehensweise an Wittgenstein wird auch als der „new Wittgenstein“ bezeichnet. Außerdem befasste er sich mit dem amerikanischen Transzendentalismus und dessen Hauptvertretern Henry Thoreau und Ralph Waldo Emerson. Die Themen dieser Autoren durchziehen alle Schriften von Cavell. Zentrales Moment seiner Philosophie ist deswegen auch eine philosophische Untersuchung des Alltäglichen und Gewöhnlichen.

## Hauptwerke

### Must We Mean What We Say?(1969)
Cavell fand zuerst mit dieser Sammlung von Essays die Aufmerksamkeit eines größeren Publikums. Cavell behandelt darin Probleme des Sprachgebrauchs, der Metapher, der Skepsis, der Tragödie und der Literaturinterpretation, mit ständiger Rücksicht auf die Philosophie der normalen Sprache, als deren Anhänger und Verteidiger er sich präsentiert.

### Der Anspruch der Vernunft(The Claim of Reason: Wittgenstein, Skepticism, Morality, and Tragedy, 1979)
Cavells bekanntestes Buch, dessen Quellen bis zu seiner Dissertation zurückgehen. Cavell verbindet dabei so unterschiedliche Themen wie die romantischen Komödien Shakespeares, erkenntnistheoretischen Skeptizismus, John Dewey, Friedrich Nietzsche, Ralph Waldo Emerson und  Heinrich von Kleist. Cavells besonderes Bemühen gilt dabei dem Versuch, untergründige „Harmonien“ zwischen scheinbar inkommensurablen Themenfeldern zu erreichen, etwa zwischen Philosophie und Literatur.

### Cities of Words(2004)
Cities of Words ist eine Geschichte der Position des ethischen Perfektionismus in der westlichen Philosophie und Literatur, die Cavell bereits zuvor an Thoreau und Emerson festgemacht hatte. Dieses Werk ist zudem eines der wenigen Filmbücher von Cavell, das vollständig in deutscher Übersetzung vorliegt.

### Philosophy the Day after Tomorrow(2005)
In dieser neueren Essaysammlung behauptet Cavell, dass John Austins Begriff des performativen Sprechakts erst durch ein Konzept des „passionierten Sprechakts“ begründet werden könne: ein performativer Sprechakt sei lediglich ein Angebot der Teilnahme an einer gesetzmäßigen Ordnung, ein „passionierter“ Sprechakt dagegen sei eine improvisierte Neuerung im Chaos der Gefühle, welche Ordnung erst voraussetze. Das Buch befasst sich darüber hinaus auch mit Friedrich Nietzsche, Jane Austen, George Eliot, Henry James, Fred Astaire und weiteren, für Cavell bedeutsamen Autoren, so etwa mit William Shakespeare, Ralph Waldo Emerson, Henry Thoreau, Ludwig Wittgenstein und Heidegger.

### Die Sinne von Walden(2014)
Das frühe, jetzt übersetzte Hauptwerk beschäftigt sich mit Thoreaus Walden. Or life in the Woods. und die Bedeutung Thoreaus für uns. Der Essay markiert den Beginn der Beschäftigung Cavells mit den amerikanischen Transzendentalisten. Darüber hinaus geht es Cavell in seiner Literaturkritik darum, „[...] festzustellen, wie ein philosophischer Text durch einen anderen angeregt wird, warum die Philosophiegeschichte eine Geschichte solcher Anregungen ist, und was dementsprechend einen originalen oder initialen Text begründet.“ Ein beigefügter Essay von Mark Greif stellt Cavell als Vordenker und Lehrer einer ganzen Generation von Intellektuellen vor.

## Bibliographie

### Werke Cavells

#### Deutsch
- Nach der Philosophie. Essays. Zweite, erweiterte Auflage. Mit einer neuen Einleitung herausgegeben von Ludwig Nagl und Kurt Rudolf Fischer, Akademie-Verlag, Berlin 2001, ISBN 3-05-003421-1.
- Die Unheimlichkeit des Gewöhnlichen. Und andere philosophische Essays. S. Fischer, Frankfurt 2002
- Die andere Stimme. Philosophie und Autobiographie. Diaphanes, Berlin 2002
- Der Anspruch der Vernunft. Suhrkamp, Frankfurt 2006
- Cities of Words. Ein moralisches Register in Philosophie, Film und Literatur. Chronos, Zürich 2010
- Die Sinne von Walden. Matthes & Seitz, Berlin 2014

#### Englisch
- Must We Mean What We Say? A book of Essays. Scribner, New York 1969
- The World Viewed: Reflections on the Ontology of Film. Viking Press, New York 1971; 2nd enlarged edn. (1979)
- The Senses of Walden. North Point Press, San Francisco 1972
- The Claim of Reason: Wittgenstein, Skepticism, Morality, and Tragedy. Oxford University Press, 1979
- Pursuits of Happiness: The Hollywood Comedy of Remarriage. Harvard University Press, 1981
- Themes Out of School: Effects and Causes. North Point Press, San Francisco 1984
- Disowning Knowledge: In Six Plays of Shakespeare. Cambridge University Press, 1987; 2nd edn.: Disowning Knowledge: In Seven Plays of Shakespeare 2003.
- In Quest of the Ordinary: Lines of Scepticism and Romanticism. Chicago University Press, 1988.
- This New Yet Unapproachable America: Lectures after Emerson after Wittgenstein. Chicago University Press, 1988.
- Conditions Handsome and Unhandsome: The Constitution of Emersonian Perfectionism University of Chicago Press, 1990
- A Pitch of Philosophy: Autobiographical Exercises. Harvard University Press, 1994
- Philosophical Passages: Wittgenstein, Emerson, J. L. Austin, Jacques Derrida Blackwell, 1995
- Contesting Tears: The Melodrama of the Unknown Woman University of Chicago Press, 1996.
- Emerson’s Transcendental Etudes. Stanford University Press, 2003
- Cities of Words: Pedagogical Letters on a Register of the Moral Life. Belknap Press, 2004
- Philosophy the Day after Tomorrow. Belknap, 2005

### Sekundärliteratur
- Joseph H. Smith, William Kerrigan (Hrsg.): Images in our souls. Cavell, psychoanalysis, and cinema. Johns Hopkins University Press, Baltimore 1987.
- Stephen Mulhall (Hrsg.): The Cavell Reader. Blackwell, Oxford 1996, ISBN 978-0-631-19743-0.
- Sandra Laugier: Une autre pensée politique américaine. La démocratie radicale d'Emerson à Stanley Cavell. Michel Houdiard, Paris 2004.
- Elisabeth Bronfen: Stanley Cavell zur Einführung. Junius, Hamburg 2009, ISBN 978-3-88506-608-8
- Herbert Schwaab: Erfahrung des Gewöhnlichen. Stanley Cavells Filmphilosophie als Theorie der Populärkultur. Lit Verlag, Münster 2010, ISBN 978-3-643-10985-9
- Bernhard Stricker: Die Literatur, der Skeptizismus und das gute Leben. Stanley Cavell als Leser. Metzler, Stuttgart/Weimar 2022, ISBN 978-3-662-63856-9.